# Football Bromance
Football Bromance ist ein deutschsprachiger Podcast, der sich mit dem Thema American Football beschäftigt. Er wird vom ehemaligen GFL-Spieler und -Trainer und aktuellen (Stand: 2020) Commissioner der ELF Patrick Esume und vom ehemaligen NFL-Spieler Björn Werner betrieben und erscheint seit August 2019 ein- bis zweimal pro Woche. Dabei werden hauptsächlich die Spiele der amerikanischen National Football League und der amerikanischen College-Liga NCAA behandelt.

## Inhalt
Der Podcast erscheint während der NFL-Saison zweimal pro Woche. In der Ausgabe montags, dem sogenannten „Hangover“, werden hauptsächlich die Spiele des vergangenen NFL-Spieltags analysiert und besprochen. Im sogenannten „Scouting Report“, der immer freitags erscheint, wird verstärkt auf aktuelle Entwicklungen in der Welt des American Football eingegangen und auf den bevorstehende Spieltag vorbereitet. Nebenbei wird auch die College-Liga NCAA thematisiert. Zusätzlich erzählen Esume und Werner von ihren privaten Eindrücken als ehemalige NFL-Spieler und -Trainer.
In der Off-Season erscheint der Podcast unregelmäßiger, dabei werden vor allem die Free Agency, Trades und der NFL-Draft thematisiert.

## Hintergrund und Rezeption
Hinter dem Podcast Football Bromance und allen weiteren damit verbundenen Formaten steht die im Januar 2022 gegründete Bromance Sports GmbH. Der Podcast hat nach eigenen Angaben über drei Million Abonnenten und ist damit einer der meistgehörten Sportpodcasts Deutschlands. Er ist auf allen bekannten Plattformen, wie etwa Spotify, Apple Podcast oder Podtail kostenfrei anzuhören. Zusätzlich wurde der Podcast für den Deutschen Podcast-Preis 2020 in der Kategorie „Publikumspreis“ nominiert, musste sich aber dem Podcast „Gemischtes Hack“ geschlagen geben.
Aufgrund des hohen Interesses am Podcast wurde das Angebot stetig erweitert, unter anderem in Form eines Live-Streams auf Twitch, der jeden Mittwoch unter dem Namen „Prime Time Football“ stattfindet. Dabei werden Esume und Werner von Kasim Edebali, einem ehemaligen deutschen NFL-Spieler, der bis 2022 bei den Hamburg Sea Devils unter Vertrag stand, und Jennifer Becks, die unter anderem als Reporterin und Moderatorin für die European League of Football tätig ist, unterstützt. Außerdem werden im Zuge dieses und anderer Streams auch regelmäßig Interviews mit aktiven und ehemaligen NFL-Spielern durchgeführt, unter anderem mit Cam Jordan, Robert Mathis und Mark Nzeocha. Als Video-on-Demand werden die Streams außerdem auch auf YouTube-Kanal „Football Bromance - TV“ veröffentlicht.
Im Dezember 2020 erhielten sie die Rechte, auch Spiele der NFL als Co-Stream live auf Twitch zu zeigen. Das erste von Football Bromance live übertragene NFL-Spiel war am 17. Dezember das Spiel Los Angeles Chargers gegen Las Vegas Raiders, das von Kasim Edebali, Chris Ezeala und Dominik Eberle kommentiert wurde.
Im November 2022 veranstaltete Football Bromance im Rahmen des ersten NFL-International-Series-Spiels in München die Fan-Party „Bromania“ im Audi Dome. Zu Gast waren dabei unter anderem die NFL-Network-Moderatoren Colleen Wolfe und Willie McGinest sowie die ehemaligen NFL-Spieler Joe Thomas und Jason McCourty.

## Weitere Formate
Unter dem Dach von Football Bromance wird seit Juni 2021 der Podcast Euro Ballers produziert, der sich vorrangig mit der European League of Football beschäftigt. Die erste Staffel, die von Juni 2021 bis September 2021 wöchentlich veröffentlicht wurde, moderierte Kasim Edebali zusammen mit Sebastían Silva Gomez (Linebacker bei der Frankfurt Galaxy). Für die zweite Staffel, die im Juni 2022 begann, wurde Silva Gomez von Sami Chourbaji abgelöst, der ebenfalls im Team von Football Bromance ist. Darüber hinaus wird an jedem Spieltag der ELF über den Kanal „Football Bromance TV“ auf Twitch eine Pre-Game-Show mit dem Gastgeber Sami Chourbaji produziert.
Ab dem 19. September 2022 wurde außerdem der Podcast What happens in Vegas mit Jakob Johnson und Christoph „Icke“ Dommisch produziert. Darin thematisiert wurden insbesondere Johnsons tagesaktuelle Erfahrungen als Spieler bei den Las Vegas Raiders und Dommischs Eindrücke von den Spieltagen. Das Format wurde 2023 eingestellt und im April 2024 durch das Format Game Changers ersetzt, in dem sich Johnson mit dem ehemaligen NFL-Profi Mark Nzeocha über das Leben als NFL-Profi unterhält.